# Franz Hayler

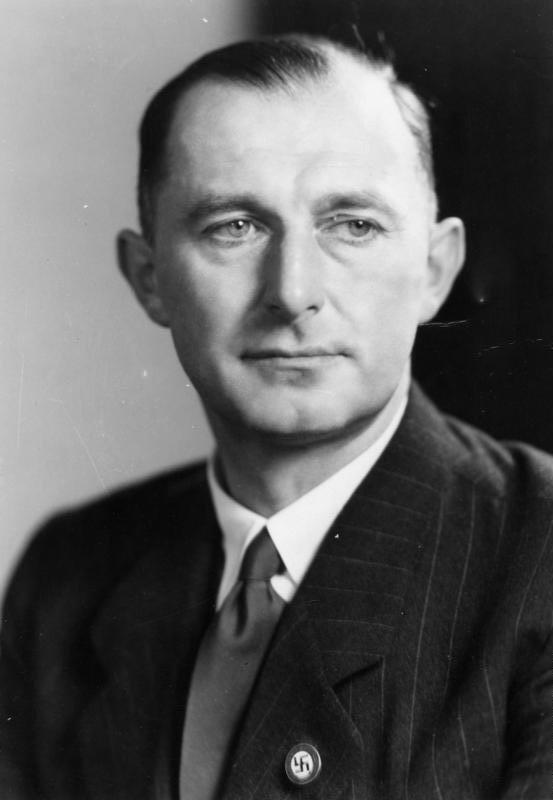
Franz Hayler

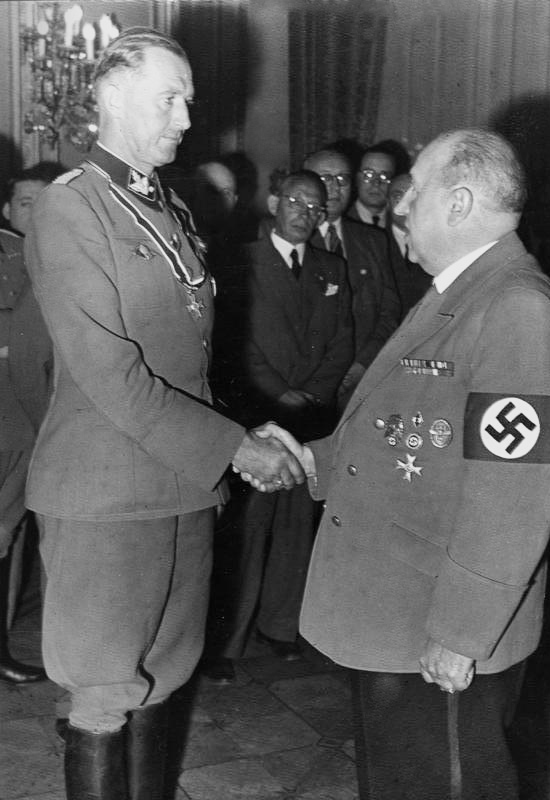
Walther Funk (rechts) überreicht im August 1944 seinem Staatssekretär Franz Hayler das Ritterkreuz zum Kriegsverdienstkreuz

Franz Hayler (* 29. August 1900 in Schwarzenfeld; † 11. September 1972 in Aschau im Chiemgau) war ein wohlhabender selbständiger Kaufmann und Immobilien-Investor, der in der Zeit des Nationalsozialismus als Mitglied von NSDAP und SS bis zum Staatssekretär und zum stellvertretenden Wirtschaftsminister im Reichsministerium für Wirtschaft aufstieg.

## Leben
Hayler war der Sohn eines Münchner Lebensmittelhändlers. Er studierte Staatswissenschaften in München, promovierte und wurde 1921 Mitglied des Corps Bavaria München. Er kämpfte im Freikorps Oberland gegen die Münchner Räterepublik, im Ruhrgebiet und in Oberschlesien und war 1923 am gescheiterten Hitlerputsch beteiligt. Zum 1. Dezember 1931 trat er in die NSDAP ein (Mitgliedsnummer 754.133), Mitte 1933 auch in die SS (SS-Nummer 64.697), in der er 1939 zum SS-Standartenführer beim Hauptamt des Sicherheitsdienstes (SD) und später zum SS-Brigadeführer bzw. SS-Gruppenführer aufstieg.
Der seit 1927 selbstständige Kaufmann übernahm daneben zahlreiche Ämter in Wirtschaftsverbänden, so war er ab Juni 1933 Leiter des Reichsverbandes Deutscher Kaufleute des Kolonialwaren-, Feinkost- und Lebensmittel-Einzelhandels e. V. (abgekürzt Rekofei), von 1934 bis 1943 war er Leiter der Wirtschaftsgruppe Einzelhandel, und ab 1938 Leiter der Reichsgruppe Handel.
Bei der Reichstagswahl 1936 kandidierte er als SS-Obersturmführer aus München erfolglos mit der Nummer 1025 des Reichswahlvorschlages. 1941 war er an der Gründung der Auffanggesellschaft für Kriegsteilnehmerbetriebe des Handels beteiligt.
Vom 11. September 1942 bis Kriegsende war er Mitglied des Reichstags. 1943 wurde er Hauptabteilungsleiter im Reichswirtschaftsministerium, wo er im November 1943 als Nachfolger von Friedrich Landfried zum Staatssekretär und zum Vertreter des Reichswirtschaftsministers Walther Funk ernannt wurde. Hayler gehörte dem Freundeskreis Reichsführer SS an und trug den Titel Wehrwirtschaftsführer.
Hayler wurde seit 1945 für mehrere Jahre interniert und war Zeuge (im Zeugenhaus) bei den Nürnberger Prozessen. In der Nachkriegszeit war er als selbstständiger Unternehmer und Investor in München tätig.

## Schriften (Auswahl)
- Die deutsche Film-Industrie und ihre Bedeutung für Deutschlands Handel. Würzburg, R.- u. staatswiss. Diss. v. 3. Sept. 1925